# Annabská křížová výprava
Annabská křížová výprava v roce 1399 bylo vojenské tažení Aragonské koruny a Hafsidskému sultanátu v dnešním Tunisku na konci 14. století. Stejně jako tedelská křížová výprava výpravu o rok dříve, také tato byla odvetnou reakcí aragonského krále Martina I. na vypleněním Torreblanky alžírskými piráty v roce 1398. Další aragonská výprava znovu směřovala k severoafrickému pobřeží dnešního Alžírska, ale tentokrát byla namířena proti Ifríkíji, muslimskému státu s centrem v dnešnímu Tunisku, a velení ujal samotný aragonský král. Španělům však výprava k africkým břehům nepřinesla žádné vítězství ani úspěch.

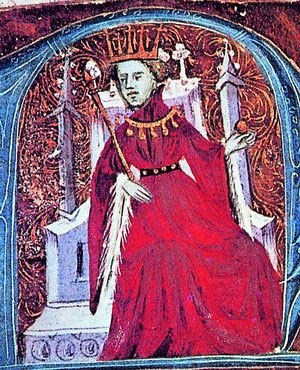
Martin I. Aragonský

Flotila vyplula 21. srpna a dosáhla Annaby 1. září, dalšího dne bylo zahájeno vylodění. Muslimové se o blížícím nebezpečí dozvěděli od mallorských obchodníků a předem se připravili na obranu města s velkým počtem bojovníků. Křižáci po dobytí malé pevnosti nedaleko města od dalšího obléhání upustili.
Aragonské tažení dopadlo obdobně jako Mahdijská křížová výprava vedená Francouzi o devět let dříve.